# ヴェルジーのジェンマ
『ヴェルジーのジェンマ』 (Gemma di Vergy) は、ガエターノ・ドニゼッティが作曲し、1834年12月26日にミラノのスカラ座で初演された、2幕のドラジェディア・リリカである。
台本はジョヴァンニ・エマヌエーレ・ピデーラ、原作はアレクサンドル・デュマ・ペールの戯曲『シャルル7世とその重臣たち』（Charles VII chez ses grands vassaux）。なお、同じ原作を利用し、1896年にロシアの作曲家ツェーザリ・キュイがオペラ『サラセン』を作曲している）。
不妊症を理由に夫から離婚を宣告された伯爵夫人ジェンマとその夫ヴェルジー伯、そして密かにジェンマを愛するサラセン人の従僕タマスが織りなす愛憎劇に仕上がっている。

## 役柄及び上演史
役柄及び初演のキャストは、以下の表の通りである。
| 役柄                                       | 声種         | キャスト                             |
| ------------------------------------------ | ------------ | ------------------------------------ |
| ヴェルジー伯爵                             | バリトン     | オラツィオ・カルタジェノーヴァ       |
| ジェンマ, 不妊症に悩むその妻               | ソプラノ     | ジュゼッピーナ・ロンツィ＝デ・ベニス |
| イーダ, 伯爵の新しい妻                     | メゾソプラノ | フェリシタ・バイルー・イラール       |
| タマス, サラセン人の若者で、ジェンマの従僕 | テノール     | ドメニコ・レイナ                     |
| グイード, 伯爵のお気に入りの部下           | バス         | イグナシオ・マリーニ                 |
| ロランド, 伯爵の射手                       | バス         | ドメニコ・スピアージ                 |
| 騎士たち、射手、若い娘たち、兵士たち       |              |                                      |

初演でジェンマを演じたロンツィ＝デ・ベニスは、1830年代におけるドニゼッティお気に入りのプリマドンナであった。ドニゼッティは、ロンツィのために本作を含む3つの作品（1832年の『ファウスタ』、1834年の『マリーア・ストゥアルダ』並びに1837年の『ロベルト・デヴェリュー』）を作曲している。初演を鑑賞した若きヴェルディが確信した通り、大成功を収め、スカラ座において26回連続上演が行われた。
19世紀までの上演状況
本作品は、1860年代まで頻繁に上演がなされた。1837年3月4日までナポリ、サンカルロ劇場では上演はされていなかったが、上演されるやいなや大ヒットとなり、1848年まで上演が継続されることとなった。イタリア以外の国では、1842年3月12日にロンドン初演が行われたことを皮切りにパリ、リスボン、サンクトペテルブルク、ウィーン、バルセロナと順次上演がなされた。ヨーロッパ以外では、1843年10月2日にニューヨークで上演された他、アルジェ、ブエノスアイレス、メキシコシティ、トリニダード、ハバナでも上演がなされた。1848年1月のパレルモでの上演では、タマスが第1幕に歌うアリア「燃える太陽を俺から奪い」（Mi toglieste a un sole ardente）が観客の拍手喝采で迎えられ、ジェンマ役のプリマドンナが三色旗に身を包んで現れた。この出来事は、その翌月にフランスで発生する2月革命の影響で発生することになる、カルボナリの暴動の前兆となった。
20世紀から21世紀現在にかけての上演状況
19世紀において、本作品はドニゼッティのオペラ作品の中で最も人気がある作品であった。しかし、ヴェリズモの隆盛が始まった19世紀最後の20年間を通じて上演が激減し、1901年にエンポリでの上演を最後に歌劇場のレパートリーから消えていった。上演が再開されたのは、1970年代になってからである。1975年12月にナポリのサンカルロ歌劇場において行われた復活上演では、ジェンマをモンセラート・カバリェが歌った。カバリェは、翌1976年にはバルセロナのリセウ大劇場、同年3月にはニューヨーク、カーネギーホールにおいても本作を歌っている。また、カバリェの上演は全曲録音が残されたほかにアリアのいくつかが録音され、レコード化やCD化がなされている。しかし、カバリェは声への過重の負担を理由にジェンマ役を後のレパートリーから外している。このため、21世紀の現在においても本作は、上演が稀な作品となっている。近年では、2007年にドニゼッティの故郷ベルガモにおけるドニゼッティ音楽祭での上演がある。また、2011年にも同じベルガモで行われた上演はDVDとして発売されている（後述）。

## 楽曲構成
（出典）
- 序曲
- 第1幕第1場
  - 導入とカヴァティーナ「茶色の馬に乗った戦士は誰か？　Qual guerriero su bruno destriero」（グイード、合唱）
  - カヴァティーナ「この神聖で、尊い印は　Questo sacro augusto stemma」（グイード）
  - アリア「燃える太陽を俺から奪い　Mi toglieste a un sole ardente」（タマス）
  - カヴァティーナ「心の奥の声で　Una voce al cor d'intorno」（ジェンマ）
  - 二重唱「離婚された女　Ripudiata」（ジェンマ、グイード）
  - カヴァティーナ「ああ！わが心の中で叫びが聞こえる　Ah! Nel cor mi suona un grido」(ヴェルジー伯爵)
- 第1幕第2場
  - 第1幕フィナーレ(伯爵、タマス、ジェンマ、グイード、合唱)
    - 合唱「剣を落とした殺人者よ　Assasino che il ferro immergesti」(兵士たち)
    - アリア「砂漠から来た虎よ　Tigre uscito dai deserti」(伯爵)
    - 三重唱「彼女の眼差しと言葉は　Un suo sguardo ed un suo detto」(タマス、伯爵、ジェンマ)
    - カヴァティーナ「私はパレスチナへ参りましょう　Di ch'io vada in Palestina」(ジェンマ)
    - カヴァレッタ「私は裏切られた！　ああ不実な人よ　Fui tradita,disleale」(ジェンマ、伯爵、タマス、グイード、合唱)
- 第2幕第1場
  - 合唱「沈みゆく月のように　Come luna che al tramoto」(侍女たち、騎士たち)
  - アリア「これが誓いの指輪だ！　Ecco il pegno ch'io le porsi!」(伯爵)
- 第2幕第2場
  - 合唱「来たれ、美しい人　Vieni o bella」(侍女たち)
  - 三重唱「彼女は私の力の中に　é dessa in mio potere」(ジェンマ、伯爵、イーダ)
  - 四重唱「そなたが武器を奪った手は　Quella man che disarmasti　」(ジェンマ、タマス、伯爵、イーダ)
- 第2幕第3場
  - 合唱「イーダの美しさは　D'Ida è pari la beltà」(侍女たち、騎士たち)
  - 二重唱「それは真実ではありません　Non è ver」(ジェンマ、タマス)
  - ロンドフィナーレ(ジェンマ)
    - カヴァティーナ「ついに、私は１人になった　Eccomi sola alfine」
    - アリア「天使よ、逃げよその教会から　Da quel tempio fuggite angioli」
    - カヴァティーナ「祭壇とベールが　Un altare ed una benda」

  - カヴァレッタ「私を非難する者は Ah! Chi mi accusa」(ジェンマ、合唱)

## あらすじ
（出典）
時・場所：1428年。フランス、ベリー
第1幕第1場：ヴェルジー伯爵の城の大広間
ヴェルジー伯爵は、夫人のジェンマが不妊症であることを理由に、アヴィニョンのローマ教皇の所へ離婚許可を取りに行っている。そこへ伯爵の従者であるロランドが戻り、教皇が伯爵とジェンマの離婚を承認したことを知らせる(導入とカヴァティーナ「茶色の馬に乗った戦士は誰か？」)。ロランドは、今日伯爵が城へ戻ってくるがその前にジェンマに離婚のことを知らせるようグイードに言う。グイードは辛い役目だと嘆く(カヴァティーナ「この神聖で、尊い印は」)。ロランドは、ジャンヌ・ダルクの戦いぶりを人々に話して聞かせる。グイードは、ジェンマのために祈りを捧げようと言い、一同は従う。ロランドは、ジェンマの部下でサラセン人のタマスに、ジェンマのために祈るよう強いる。密かにジェンマを愛するタマスは、彼女の復讐のためならば祈ると答え、拒否する。また、自分をヨーロッパへ奴隷として連れてきたロランドたちへの復讐の言葉を吐く(アリア「燃える太陽を俺から奪い」)。タマスとロランドは激しく争うが、そこへジェンマが現れ、2人を止める(カヴァティーナ「心の奥の声で」)。ジェンマは、離婚になったことを知らずに夫の帰りを喜ぶ。その様子に、白の人々はいたたまれずグイードを残して立ち去ってしまう。グイードは仕方なくジェンマに、不妊が理由で離婚となったことを告げる。激しく動揺するジェンマ(二重唱「離婚された女」)。そこへ伯爵の帰還を告げる音楽が聞こえてくる。夫に会いたいと言うジェンマだったが、グイードによって連れ去られてしまう。ジェンマとグイードが去るとタマスがやってくる。彼は、ロランドと争い殺してしまったのだ。彼は血の付いた短剣を置き、ジェンマと一緒に逃げると言い立ち去る。そこへ伯爵が帰還し、短剣を見てジェンマが自殺したと思い悲しむ(カヴァティーナ「ああ！わが心の中で叫びが聞こえる」)。そこへグイードが現れ、タマスがロランドを殺したことを告げるので、伯爵はタマスを捕えるよう命じる。
第1幕第2場：裁判の間
兵士たちがタマスを非難している(合唱「剣を落とした殺人者よ」)。タマスは、自分を奴隷にしたロランドを恨み殺したことを明かす。伯爵は、彼に金を渡して国に帰るよう命じるが、タマスはそれを断る。伯爵はタマスが自分を殺そうとしていることを見抜き、死刑を宣告する(アリア「砂漠から来た虎よ」)。タマスが兵士から武器を取り上げ、自殺しようとすると、ジェンマが現れ、騒ぎを収める。タマスはジェンマへの愛ゆえ生きる決心をする(三重唱「彼女の眼差しと言葉は」)。ジェンマは夫にタマスの命乞いをするので、伯爵は彼女への贈り物として彼の命を許すと言う。次にジェンマは子を授かれるように、パレスチナへ巡礼に行くので、伯爵に離婚を留まるよう訴える(カヴァティーナ「私はパレスチナへ参りましょう」)。伯爵は心を動かされるが、その時新しい妻の到着を告げるラッパが聞こえ、そちらへ行こうとする。ジェンマはそれを見て、不実者、裏切り者と怒る。タマスは、愛するジェンマの恨みを晴らそうと決意する(カヴァレッタ「私は裏切られた！　ああ不実な人よ」)。　
第2幕第1場：第1幕と同じ大広間
侍女たちや騎士たちが、伯爵の新妻イーダを迎える合唱をしている(合唱「沈みゆく月のように」)。しかし、イーダは前妻のジェンマを月に、イーダを昇る太陽に例えるとこれを止めさせ、気の毒な女性のために祈ろうと言う。そこへ伯爵が挨拶にやってきて、長旅ゆえ休むようにとイーダに伝える。イーダが退出すると、グイードがやってくる。彼は、ジェンマから託された指輪を伯爵に渡す。伯爵は、離婚を後悔し悩む(アリア「これが誓いの指輪だ！」)。しかし、騎士たちから世継ぎを待望される声に気を取り直す。　
第2幕第2場：庭園に続く一階の部屋
イーダに付く女性たちが、女主人の美しさを讃える(合唱「来たれ、美しい人」)。イーダは、少し休むために人々を退出させる。イーダが1人くつろいでいると、侍女に成りすましたジェンマがやってくる。不審に思ったイーダに、ジェンマは正体を現し、アルルでの馬上槍試合の日に夫を誘惑したなと話、腕をつかむ。恐怖に叫ぶイーダの声に伯爵がかけつける。しかし、ジェンマはイーダに短剣を突き付けるので手出しができなくなる(三重唱「彼女は私の力の中に」)。彼女は、伯爵に自分の兄を迎えに来させるよう要求する。だが、後ろから近付いたタマスがジェンマから短剣を奪い取ってしまう。ジェンマは、タマスを恩知らずとなじり(四重唱「そなたが武器を奪った手は」)　伯爵とイーダはこの間に逃げ出す。
第2幕第3場：城の大広間
人々が祝福する中、伯爵とイーダが結婚式を挙げるため、教会に向かう(合唱「イーダの美しさは」)。落ち込むジェンマにタマスが伯爵とイーダがの結婚式が行われていることを告げると、いかなる結婚式も行えないはずだとジェンマは激しく動揺する。タマスは、現に結婚式は行われていると語り、ジェンマに窓から教会を指さす。そしてジェンマに一緒に逃げようと誘う。最初は拒んでいたジェンマだったが、ついに承諾する(二重唱「それは真実ではありません」)。タマスが去ると、ジェンマは自らの苦悩を吐露する(カヴァティーナ「ついに、私は１人になった」)。そして伯爵とイーダを呪う言葉を吐く(アリア「天使よ、逃げよその教会から」)が、我に返り気持ちを落ち着かせる。そして、伯爵に子宝に恵まれるように、幸福になるようにと祈る(カヴァティーナ「祭壇とベールが」)。すると、教会から人々の騒ぎが聞こえる。グイードが現れ、タマスが伯爵を教会で刺殺したことを告げる。すべての人々がタマスを罵る中、タマスはジェンマを愛していたこと、自分の復讐と彼女の憎しみを合わせて伯爵を刺したことを告白し、自殺する。人々が驚愕する中、ジェンマは過酷な運命を嘆く(カヴァレッタ「私を非難する者は」)。

## 録音及び映像
1970年代の復活上演以降、数は少ないが以下の表のように録音と映像が存在する。
| 年   | キャスト                                                                                         | 指揮者, 上演劇場及びオーケストラ                                                                                                  | レーベル                            |
| ---- | ------------------------------------------------------------------------------------------------ | --- | ----------------------------------- |
| 1975 | モンセラート・カバリェ, ビアンカ・マリア・カソーニ, ジョルジョ・ランベルティ, レナート・ブルゾン | アルマンド・ガット サンカルロ歌劇場管弦楽団及び合唱団                                                                             | Audio CD: Opera d'Oro Cat: OPD 1379 |
| 1987 | アドリアーナ・マリポンテ, ヌッチ・コンド, オッターヴィオ・ガラベンタ, ルイジ・ド・コラート       | ガート・メディツ ミラノ、RAIオーケストラ (1987年10月7日のベルガモ、ドニゼッティ劇場での上演)                                      | DVD: House of Opera Cat: DVDCC 601  |
| 2011 | マリア・アグレスタ, クレメナ・ディチェーヴァ, グレゴリー・クンデ, マリオ・カッシ                 | ロベルト・リッツィ＝ブリグノーリ ベルガモ、ドニゼッティ音楽祭オーケストラ及び合唱団 (2011年9月ベルガモ、ドニゼッティ劇場での上演) | DVD: BONGIOVANNI Cat: AB20024       |